# Пилипенко Михайло Іванович
Миха́йло Іва́нович Пилипе́нко (пом. 1699) — менський та березанський сотник, менський городничий. 

## Біографія
Народився в родині шляхтича Івана Пилипенка. Батько був записаний в реєстрі 1649 р. як козак Березанській сотні. Пізніше Лохвицький сотник (1660), лубенський наказний полковник (1665), військовий (1677) та значний військовий товариш Переяславського полку (1688).
На початку 1668 (деякі джерела вказують 1669) році обійняв менське сотництво. Як менський сотник був серед підписантів дарчого запису, передаючого борг ченця Євстафія Євлановича Максаківському монастирю.
На початку 1676 р. став менським городничим. 14 березня того ж року, на виконання останньої волі свого родича Филипа Беззубенка, відписав дарчу Максаківському монастирю:
|                                                                         | Я, Михайло Филипович, козак, обывател и городничих менский, чиню відомо тим моїм писанием кому бы толко о том відать належало, иж що славной памяти небожчик родич мой, Филип Беззубенко, от мой, леgовал на мнстир максаковский футор нш власний, никому ні в чом не пенний и не заведений, в місті Мені з приезду от мнстря максаковского, переїхавши мосток на горці, по лівом боку до Мени едучи, на хуторах стоячий з пляцом, садом и будованем и с клунею до молоченя збожа належачою. Теди и я, син и наслідник его, Михайло Филипович, тот вишменований футор, стосуючись до волі небіжчика, родича моего, на манастир максаковский даю, дарую и вічними часи тим моим писмом записую, а зречене з него учинивши през сее мое писмо от жени, дітей моих, близких и далних отдаливши, отцу Иеремію Ширкевичу, игумену мнстря максаковского, и братиї его в вічную посессию пущаю, иж волно им в том футору люб самим держать, люб кому дат, дароват или на свой пожиток, який хотя, обернуть, бо я юж згола им вічними часи тот футор пущаю, на що для ліпшой кріпости упросилем людей зацних и віри годних о подпис руки и притиснене печати, нижей на подписах рук, в тим листі виражоних. Діялося в Мені року 1676 мсця марта дня 4. Мы, уряд менский, за прозбою за живота славной памети Михайла Пилипенка,городничого менского, женни его, Василь Сахъненко, атаман городовий менский; Стефан Кириянович, войт менский, руки подписали и печати приложили. При том же часи будучих, яко тому свідителях, пн Ониско Максимович, Иван Кабан руки свои подписали. Я, Михайло Пилипенко, городничих менский, будучи за живота своего, леgовалем хутор на монастир максаковский вічнимы часы. |
| — Архів Максаківського Спасо-Преображенського монастиря з фондів ІР НБУ | |

В 1692–1693 та 1696–1697 рр. березанський сотник. В 1692 отримав універсал від Івана Мазепи на село Черевки.
Помер на між 1699 та 1700 рр. Був похований в заснованому ним селі Пилипче. Пізніше на його домовині була збудована церква св. Михаїла, де до першої половини XX ст. зберігався поминальний камінь зі згадкою про сотника:
|  | Аже семисотий год начался, Михаіл Іванович Пилипенко, сотник Березанський скончался. На месте Єво упокоєнія Господь создал церков св.. Міхаіла… |

## Родина
Мав трьох дітей: 
- Анастасія — одружилась зі священником та видатним письменником Іллєю Турчиновським
- Михайло — сотенний хорунжий (1718), переяславський полковий осавул[3]
- Яків (*1694 — †1767?) — переяславський полковий осавул